# Хоменко (дворянский род)
Хоме́нко (пол. Chomienko) — дворянские роды, происходящие из украинской казацкой старшины.
Первый, самый древний род, происходит от братьев Семёна и Евстафия Антоновичей Хоменко, знатных войсковых товарищей (1711).
Другой род происходит от знатного войскового товарища, Ивана Фёдоровича Хоменко, владевшего в 1773 году хутором Хоменковским. Род записан в I части родословной книги Черниговской губернии.
Есть ещё несколько дворянских родов Хоменко, более позднего происхождения. Один из них происходит от Иосифа Хоменко, сотника надворной гетманской компанейской корогвы (1762). 

## Описание гербов

### Герб потомства Семена и Ефстафия Хоменко
Герб потомства Семена и Евстафия Антоновичей Хоменко 1711 года: в голубом поле серебряная подкова, шипами обращённая вниз. На передке её золотой крест. Такие же золотые кресты выходят из углов, образуемых шипами подковы. Щит увенчан дворянскими шлемом и короной. Нашлемник: коршуново крыло, пробитое стрелою влево. Намёт на щите красный, подложенный серебром.

### Герб потомства Иосифа Хоменко
Герб потомства Иосифа Хоменко, сотника гетманской компанейской корогвы 1762 года: в красном поле две стрелы в андреевский крест, сопровождаемый снизу золотой звездой. Нашлемник: знамя.

### Герб рода Хоменко (не утверждённый)
В лазуревом гербе серебряная подкова шипами вниз, на ней золотой крест с равными широкими концами. У основания подковы по бокам два небольших креста, с равными широкими концами. Нашлемник — орлиное крыло, пробитое стрелою, острием вверх влево. Намет лазуревый с золотом. (Польский герб «Домброва»).